# Caseolus consors
Caseolus consors  (лат.) — вид лёгочных земляных улиток рода Caseolus семейства Hygromiidae. Этот вид является эндемиком Португалии. Caseolus consors в настоящее время хоть и включён в список угрожаемых видов МСОП, относится к видам с низким риском уничтожения, так как довольно широко распространён в восточной части острова. Тем не менее, дальнейшее разрушение среды обитания может спровоцировать более высокие риски для его существования.